# Dreher (Familienname)
Dreher ist ein deutscher Familienname.

## Herkunft und Bedeutung
Dreher ist eine Variante des Familiennamens Drechsler und somit ein Berufsname.

## Namensträger

### A
- Alfons Dreher (1896–1980), deutscher Lehrer, Historiker und Archivar
- Andreas Dreher (1872–1953), deutscher Politiker (SPD), MdL Württemberg
- Angelus Dreher (Joseph Thomas Dreher; 1741–1809), deutscher Komponist
- Anselm Dreher (* 1940), deutscher Galerist und Herausgeber
- Ansgar Dreher (1912–1990), deutscher Ordensgeistlicher und Künstler
- Anton Dreher senior (1810–1863), österreichischer Brauherr
- Anton Dreher junior (1849–1921), österreichischer Brauindustrieller
- Axel Dreher (* 1972), deutscher Wirtschaftswissenschaftler

### B
- Barbro Dreher (* 1957), deutsche politische Beamtin
- Bernd Dreher (* 1966), deutscher Fußballtorwart
- Bruno Dreher (1911–1971), deutscher katholischer Theologe
- Burkhard Dreher (* 1944), deutscher Volkswirt, Verwaltungsbeamter, Manager und Politiker (SPD)

### C
- Carl Dreher (1896–1976), US-amerikanischer Tontechniker und Autor österreichischer Herkunft
- Christian Dreher (* 1970), deutscher Tischtennisspieler
- Christoph Dreher (* 1952), deutscher Autor, Filmemacher und Musiker
- Claudia Dreher (* 1971), deutsche Langstreckenläuferin

### E
- Eduard Dreher (1907–1996), deutscher Jurist und Ministerialbeamter
- Emil Dreher (1901–1981), deutscher Elektrotechniker und NS-Sportfunktionär
- Erich Dreher (1919–1996), deutscher Fußballspieler
- Ernst Dreher (1862–1943), deutscher evangelischer Pfarrer und Fotograf
- Eugen Dreher (1841–1900), deutscher Physiologe
- Eugen von Dreher (1859–1925), deutscher Regierungspräsident

### F
- Franz Dreher (Maler) (1809–1888), deutscher Maler und Zeichner
- Franz Dreher (Politiker) (1898–1977), deutscher Politiker (CDU)
- Franz Dreher (Naturbahnrodler), deutscher Naturbahnrodler
- Franz Anton Dreher (1736–1820), österreichischer Brauherr

### G
- Gerhard Dreher (1924–2008), deutscher Mosaik- und Textilkünstler
- Georg Christoph Dreher (1609–1682), Hofrat in Sachsen Altenburg und Gesandter sächsischer Fürstenhäuser am Reichstag in Regensburg
- Gisela Dreher-Richels (1924–2020), deutsche Künstlerin und Schriftstellerin
- Gustav Dreher (1880–nach 1923), deutscher Fußballfunktionär

### H
- Hans Dreher (Architekt) (1931–2021), Schweizer Architekt
- Hans-Dieter Dreher (* 1972), deutscher Springreiter
- Hans Hubert Dreher (1856–1895), deutscher Architekt
- Heinrich Dreher (?–1946), deutscher Unternehmer
- Helmut Dreher (1932–1984), deutscher Leichtathlet
- Herbert Dreher (Diplomat) (1916–2010), deutscher Diplomat
- Herbert Dreher (Ingenieur) (* 1961), deutscher Ingenieur und ehemaliger Rektor der DHBW Ravensburg
- Horst Dreher (* 1955), deutscher Fußballspieler

### J
- Jenny Dreher (1901–1981), deutsche Schauspielerin, Volkssängerin und Musiktheaterregieurin
- Johann Dreher (1936–2025), deutscher Diplomat
- Josef Dreher (1896–1963), österreichischer Politiker
- Joseph Dreher (1884–1941), französischer Leichtathlet
- Joseph Anton Dreher (1794–1849), deutscher Orgelbauer

### K
- Karl Dreher (Politiker) (1848–1906), deutscher Mühlenbesitzer und badischer Politiker
- Karl Dreher (Bienenkundler) (1909–2001), deutscher Bienenkundler
- Klaus Dreher (1929–2016), deutscher Journalist
- Konrad Dreher (1859–1944), deutscher Schauspieler und Komiker

### L
- Lachlan Dreher (* 1967), australischer Hockeyspieler
- Leopold Dreher (1896–1941), galizischer Advokat, aktiver Esperantist und jüdischer Zionist

### M
- Marc Oliver Dreher (* 1964), deutscher Filmproduzent
- Martin Dreher (* 1953), deutscher Historiker
- Max Dreher (1886–1967), deutscher Orgelbauer
- Meinrad Dreher (Orgelbauer) (1763–1838), deutscher Orgelbauer
- Meinrad Dreher (Jurist) (* 1955), deutscher Jurist und Hochschullehrer
- Michael Dreher (Politiker) (1944–2023), Schweizer Politiker (FPS)
- Michael Dreher (Mathematiker) (* 1973), deutscher Mathematiker
- Michael Dreher (Regisseur) (* 1974), deutscher Regisseur, Drehbuchautor und Produzent
- Michael Dreher (Skispringer) (* 1993), deutscher Skispringer

### P
- Paul Dreher (1903–1993), US-amerikanischer Gartenarchitekt deutscher Herkunft
- Peter Dreher (1932–2020), deutscher Maler und Grafiker
- Philipp Dreher (1839–1874), deutscher Lehrer und Mitglied der Tempelgesellschaft

### R
- Richard Dreher (1875–1932), deutscher Maler
- Rod Dreher (* 1967), US-amerikanischer Journalist und Schriftsteller
- Rudolf Dreher (1886–1948), Schweizer Maler und Grafiker

### S
- Stefan Dreher (Politiker) (* 1960), deutscher Politiker (AfD)
- Stefan Dreher (Tänzer) (* 1966), deutscher Tänzer und Choreograf

### T
- Toni Dreher-Adenuga (* 1999), deutsches Model

### U
- Uwe Dreher (1960–2016), deutscher Fußballspieler

### W
- Walther Dreher (* 1940), deutscher Sonderpädagoge und Hochschullehrer
- Werner Zimmermann-Dreher (1914–1996), deutscher Dirigent und Komponist
- Wilhelm Dreher (1892–1969), deutscher Politiker (NSDAP) und Polizist
- Wolfgang Dreher (* 1945), deutscher Jurist